# Decade (wis- en natuurkunde)
Een decade is een bereik van de waarden van een natuurkundige grootheid met een onder- en een bovengrens die machten van 10 zijn en één factor 10 verschillen. De term wordt met name gehanteerd bij karakteristieken van systemen en bij de fabricage van series producten. 
Een karakteristiek van een systeem beschrijft het gedrag van het systeem bij invoer van de ene grootheid gemeten bij uitvoer van een gerelateerde grootheid of onder invloed van een of meer omstandigheden. Als voorbeeld kan de warmteafgifte van een gloeilamp worden gemeten als functie van de aangelegde brandspanning. In dit geval kan de brandspanning een decade worden gevarieerd, bijvoorbeeld van 1 tot 10 volt. De warmte kan worden gemeten in een decade van bijvoorbeeld 10 tot 100 °C. 
Een elektronisch filter  kan de aan de ingang toegevoerde frequentie al dan niet verzwakt aan de uitgang afgeven, deze frequentie wordt vaak in decaden gevarieerd, bijvoorbeeld tussen 1 en 10 kHz. De verzwakking wordt wel uitgedrukt in decibel per decade, naast dB per octaaf (verdubbeling). Kenmerkend zijn de grafieken met een logaritmische frequentieas waarop opeenvolgende decaden steeds dezelfde breedte hebben en aangeduid worden met machten van 10. Het frequentiebereik voor elektronische signalen telt ten minste elf decaden: 1 Hz - 10 Hz - 100 Hz - 1 kHz - 10 kHz - 100 kHz - 1 MHz - 10 MHz - 100 MHz - 1 GHz - 10 GHz - 100 GHz.
Bij de fabricage van bijvoorbeeld een reeks elektronische componenten kan een decade bestaan uit een vast aantal waarden, bijvoorbeeld een weerstandsbereik van 10 tot 100 ohm wordt verdeeld in twaalf waarden. Weerstandswaarden worden geleverd in ten minste dertien decaden: 1 mΩ - 10 mΩ - 100 mΩ - 1 Ω - 10 Ω - 100 Ω  - 1 kΩ - 10 kΩ - 100 kΩ - 1 MΩ - 100 MΩ - 1 GΩ - 10 GΩ - 100 GΩ.
Condensatoren worden gefabriceerd in vijftien decaden: 1 pF - 10 pF - 100 pF - 1 nF - 10 nF - 100 nF - 1 μF - 10 μF - 100 μF - 1 mF (1000 μF) - 10 mF (10.000 μF) - 100 mF (100.000 μF) - 1 F - 10 F - 100 F - 1000 F. Ook hier worden de waarden binnen elke decade meestal volgens de E-reeksen bepaald, vaak de E12 of E6, in de hoogste regionen eerder E3. 
Spoelen zijn er in ten minste zes decaden: 10 nH - 100 nH - 1 mH - 10 mH - 100 mH - 1 H - 10 H.